# Physoceras violaceum
Physoceras violaceum är en orkidéart som beskrevs av Rudolf Schlechter. Physoceras violaceum ingår i släktet Physoceras och familjen orkidéer. Inga underarter finns listade i Catalogue of Life.